# Tommy McConville
Tommy McConville (Dundalk, 19 marzo 1946 – 25 ottobre 2013) è stato un allenatore di calcio e calciatore irlandese, di ruolo difensore.

## Carriera

### Giocatore

#### Club
Ha disputato 455 incontri in 18 stagioni di massima divisione irlandese, in particolare con la maglia del Dundalk con cui vinse tre edizioni della manifestazione. Ha inoltre totalizzato 23 presenze nelle coppe europee, di cui 14 in Coppa dei Campioni. Detiene il record di presenze nelle competizioni nazionali e internazionali disputate dai Lilywhites.

#### Nazionale
Ha disputato 6 incontri con la nazionale maggiore tra il 1971 e il 1973, partecipando in particolare ai quattro incontri valevoli per le qualificazioni ai Mondiali del 1974.

### Allenatore
Nell'ultima stagione da calciatore in Irlanda fu allenatore-giocatore in seconda divisione con il Finn Harps, mancando la promozione in massima serie a causa di un calo di rendimento della squadra nelle ultime quattro gare.

## Statistiche

### Cronologia presenze e reti in nazionale
| Cronologia completa delle presenze e delle reti in nazionale ― Irlanda | Cronologia completa delle presenze e delle reti in nazionale ― Irlanda | Cronologia completa delle presenze e delle reti in nazionale ― Irlanda | Cronologia completa delle presenze e delle reti in nazionale ― Irlanda | Cronologia completa delle presenze e delle reti in nazionale ― Irlanda | Cronologia completa delle presenze e delle reti in nazionale ― Irlanda | Cronologia completa delle presenze e delle reti in nazionale ― Irlanda | Cronologia completa delle presenze e delle reti in nazionale ― Irlanda |
| Data                                                                   | Città                                                                  | In casa                                                                | Risultato                                                              | Ospiti                                                                 | Competizione                                                           | Reti                                                                   | Note                                                                   |
| ---------------------------------------------------------------------- | ---------------------------------------------------------------------- | ---------------------------------------------------------------------- | ---------------------------------------------------------------------- | ---------------------------------------------------------------------- | ---------------------------------------------------------------------- | ---------------------------------------------------------------------- | ---------------------------------------------------------------------- |
| 10-10-1971                                                             | Linz                                                                   | Austria                                                                | 6 – 0                                                                  | Irlanda                                                                | Qual. Euro 1972                                                        | -                                                                      |                                                                        |
| 18-10-1972                                                             | Dublino                                                                | Irlanda                                                                | 1 – 2                                                                  | Unione Sovietica                                                       | Qual. Mondiali 1974                                                    | -                                                                      |                                                                        |
| 15-11-1972                                                             | Dublino                                                                | Irlanda                                                                | 2 – 1                                                                  | Francia                                                                | Qual. Mondiali 1974                                                    | -                                                                      |                                                                        |
| 16-03-1973                                                             | Breslavia                                                              | Polonia                                                                | 2 – 0                                                                  | Irlanda                                                                | Amichevole                                                             | -                                                                      |                                                                        |
| 13-05-1973                                                             | Mosca                                                                  | Unione Sovietica                                                       | 1 – 0                                                                  | Irlanda                                                                | Qual. Mondiali 1974                                                    | -                                                                      |                                                                        |
| 19-05-1973                                                             | Dublino                                                                | Francia                                                                | 1 – 1                                                                  | Irlanda                                                                | Qual. Mondiali 1974                                                    | -                                                                      |                                                                        |
| Totale                                                                 |                                                                        | Presenze                                                               | 6                                                                      |                                                                        | Reti                                                                   | 0                                                                      |                                                                        |

## Palmarès
- Campionato irlandese: 4

Waterford: 1972-1973
Dundalk: 1975-1976, 1978-1979, 1981-1982
- Coppa d'Irlanda: 3

Dundalk: 1976-1977, 1978-1979, 1980-1981
- Coppa di Lega irlandese: 2

Dundalk: 1977-1978, 1980-1981